# Леньяни, Стефано Мария
Стефано Мария Леньяни, также известный как Леньянино (итал. Stefano Maria Legnani; 6 апреля 1661, Милан — 4 мая 1713, там же) — итальянский художник эпохи позднего барокко. Считается одним из самых новаторских представителей миланской школы живописи на рубеже XVII и XVIII веков.

## Биография
Леньяни родился в Милане, став первенцем в семье художника Джованни Амброджо Леньяни и Изабеллы Буссола. Его дед, Томмазо Леньяни, тоже был живописцем.

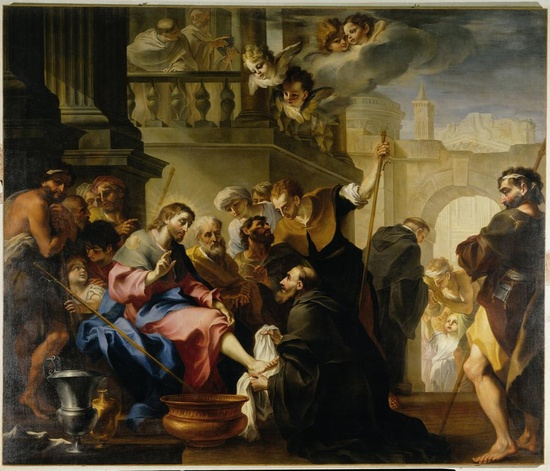
Святой Августин омывает ноги Иисусу

Леньянино, вероятно, получил своё первое художественное образование у своего отца. Предполагается, что впоследствии он работал в мастерской Карло Чиньяни в Болонье с 1683 по 1686 год, а затем учился у Карло Маратты в Риме. Однако ни одно из этих ученичеств не подтверждено документально. Позже Леньяни находился под влиянием Генуэзской школы барокко Доменико Пиолы и Грегорио де Феррари.
30 октября 1694 года художник женился на Катерине Санпьетро, от которой у него родились три дочери. В том же году он получил важный заказ от графа Оттавио Прованса ди Друэнта на создание серии праздничных фресок для его резиденции, ныне известной как Палаццо Фаллетти Бароло. Эти работы не только способствовали укреплению его репутации, но и сыграли ключевую роль в получении им в 1695 году престижного заказа на роспись нового дворца Палаццо Кариньяно Эммануила Филиберта, принца Кариньяно, который был спроектирован Гварино Гварини.

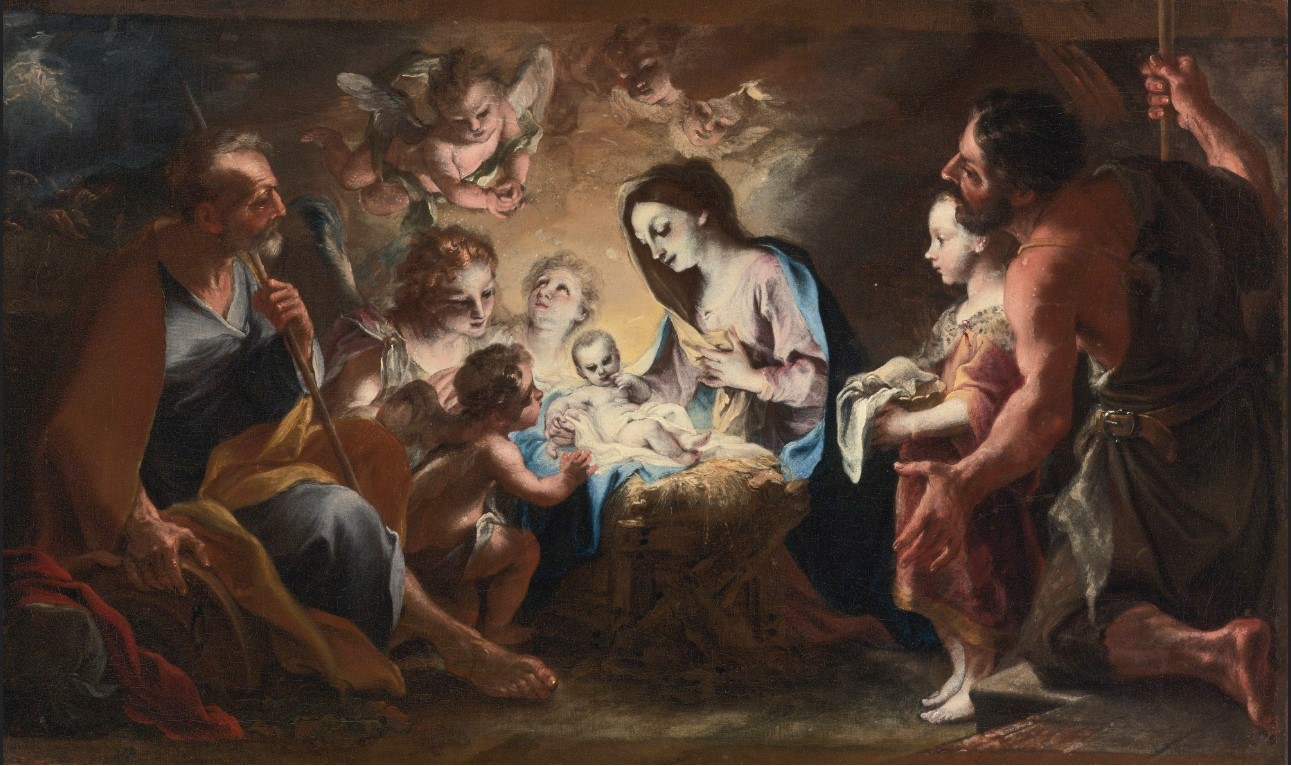
Поклонение пастухов

В 1695 году Леньяни стал членом местной Академии Святого Луки и уже в 1698 году занял должность её директора. В 1703 году он приобрел благородную резиденцию в Милане, заплатив за неё значительную сумму, что свидетельствует о его растущем успехе.
В Новаре он расписал купол церкви Сан-Гауденцио. В Милане, в церкви Сан-Анджело, он создал фрески, посвящённые жизни святого Иакова. Также он расписал собор в Монце. Кроме того, он работал в Турине и Генуе.
Леньяни умер в Милане 4 мая 1713 года в возрасте 52 лет.

## Творчество

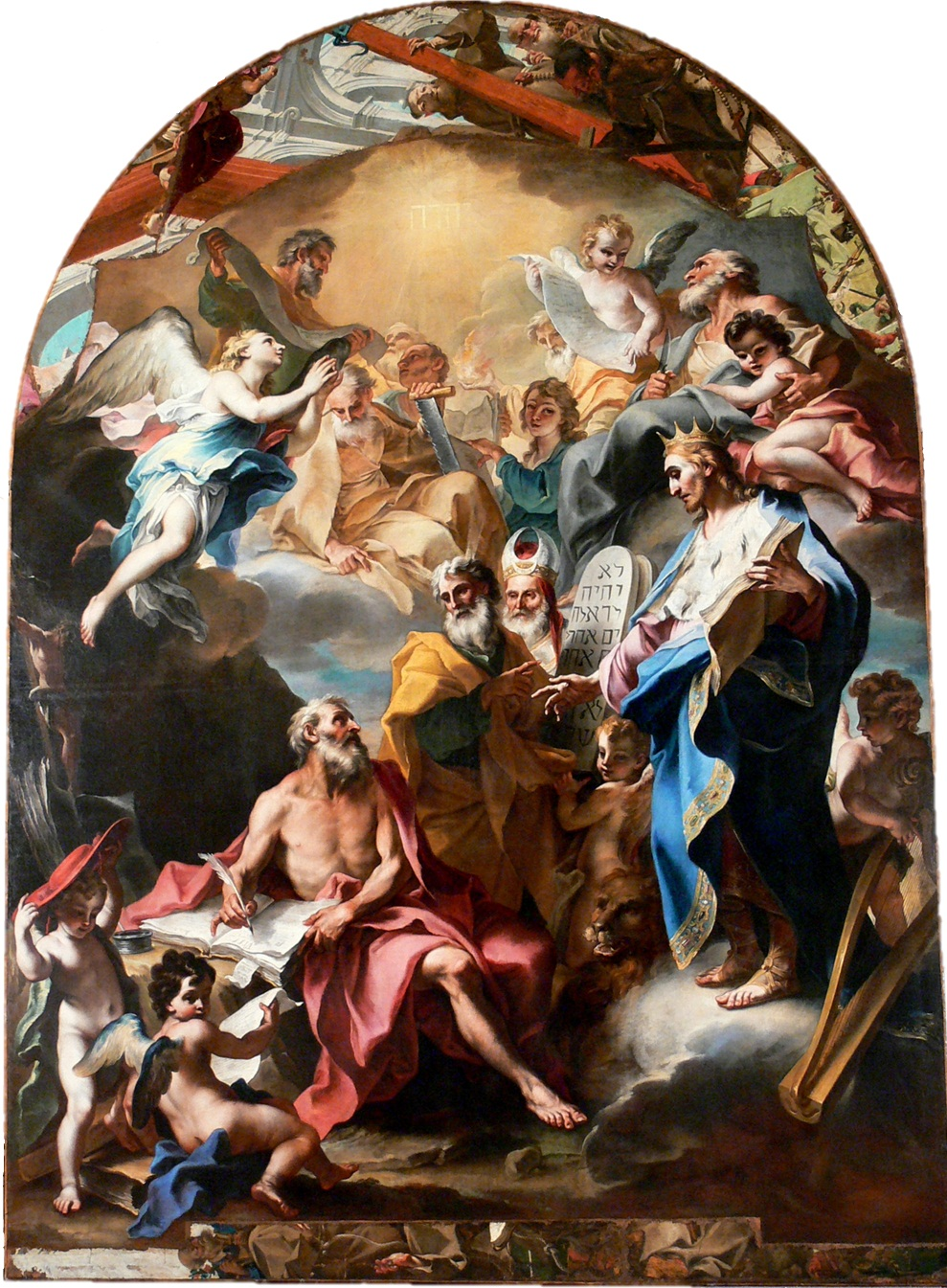
Святой Иероним переводит Священное Писание

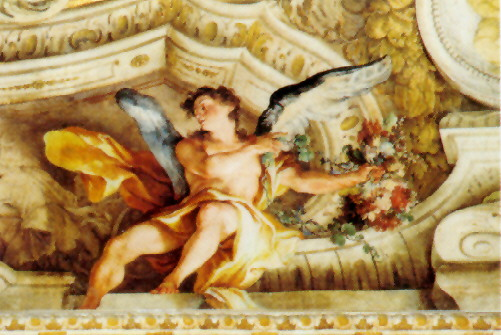
Деталь фресок Леньянино из Палаццо Кариньяно в Турине

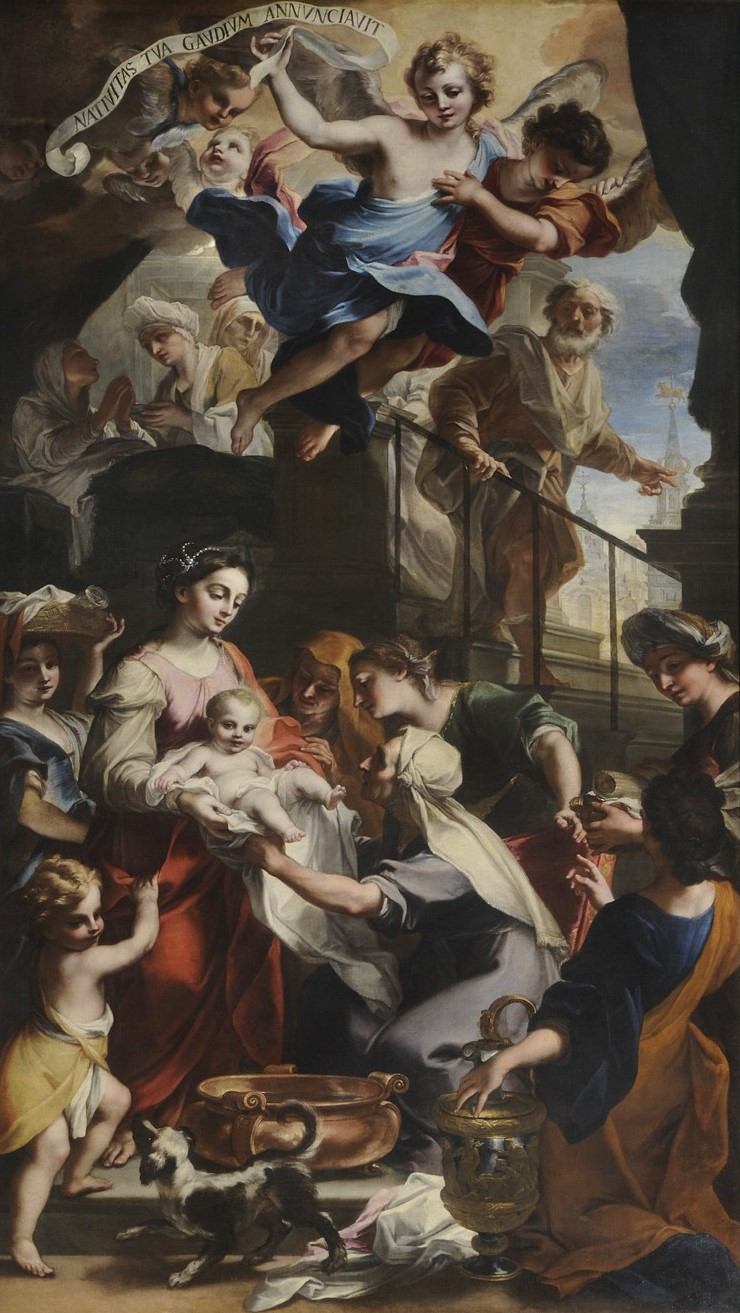
Рождество Христово с гражданской башней на заднем плане и церковью Сан-Лоренцо

Художник был настоящим мастером как живописи на холсте, так и фресок. Его основные работы были посвящены религиозным темам и предназначались для различных церквей и религиозных учреждений в Милане и его окрестностях. Кроме того, он выполнял ответственные заказы для дворцов местной аристократии.
В его палитре можно уловить отголоски творчества Корреджо и Пармиджанино, а также влияние традиций римского классицизма. В своих композициях он мастерски сочетает архитектурные сооружения и фигуры, а также тонкие оттенки и насыщенные цвета, создавая гармоничное целое.
Ниже приводится неисчерпывающий список работ Стефано Марии Леньяни:
- Святое Семейство, церковь Сан-Франческо-а-Рипа, Рим, 1686 г.
- Ecce Homo возле девятой часовни Сакро Монте в Варезе.
- фрески для базилики Сан-Гауденцио, Новара
- фрески Сакро Монте Орта, капелла XVI
- Коронация Марии и сцены из жизни святого Иакова, церковь Сант-Анджело, Милан.
- Вертеп с Сан-Джероламо, холст, Церковь Сан-Марко, Милан.
- Святая Екатерина Александрийская, холст, масло, Епархиальный музей, Милан.
- Апофеоз Геркулеса на Олимпе, фрески Палаццо Прована ди Друэнт, ныне Палаццо Бароло, Турин, 1694 год.
- Различные фрески в Палаццо Кариньяно, Турин.
- Украшение свода Капеллы торговцев в Турине.
- Святой Михаил в часовне Гранери в Сан-Франческо-да-Паола.
- Экстаз Святого Филиппа, Часовня Святого Филиппа Нери в церкви Сан-Филиппо Нери в Кьери.
- Рождения Богородицы, Турин, Сан Массимо.
- Фрески в пресвитерии церкви Сан-Филиппо Нери (Генуя).
- Свадьба в Кане, холст, Церковь Сан-Рокко, Мьязино, провинция Новара.
- Непорочное зачатие, холст, Часовня Виллы Реале, Монца.
- Молния убивает евреев, осквернивших хозяина музея Чертоза ди Павия[4].
- Непорочное зачатие, холст, Музей территории Вимеркате, Вимеркате.
- «Коронование Эстер», фреска; Апсида храма Пресвятой Богородицы Инкоронаты, Лоди.
- Мадонна с младенцем и святым Антонием Падуанским, Кассано д’Адда (Мичиган).
- Слава Мистическому Агнцу и Слава Святого Иоанна Крестителя, 1690/1693, фрески в своде центрального нефа собора Монцы.
- Сан-Микеле Арканджело (аттр.), из часовни замка Брузоло, долина Валь-ди-Сузы, Турин.
- четыре фрески, украшающие плюмажи капеллы Кармине церкви Санта-Мария-дель-Кармине (Милан)